# Mammillaria mercadensis
Mammillaria mercadensis är en kaktusväxtart som först beskrevs av Nathaniel Lord Britton och Joseph Nelson Rose, och fick sitt nu gällande namn av Patoni. Mammillaria mercadensis ingår i släktet Mammillaria och familjen kaktusväxter. Inga underarter finns listade i Catalogue of Life.

## Bildgalleri

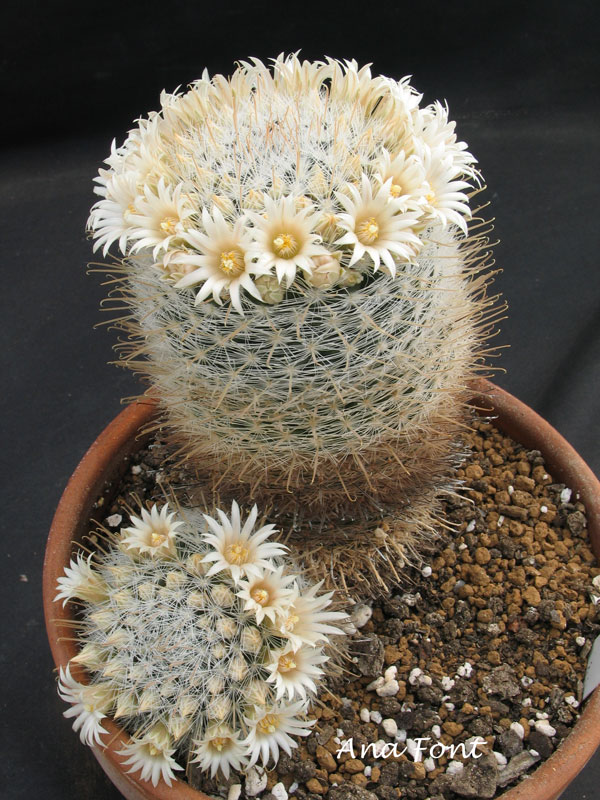
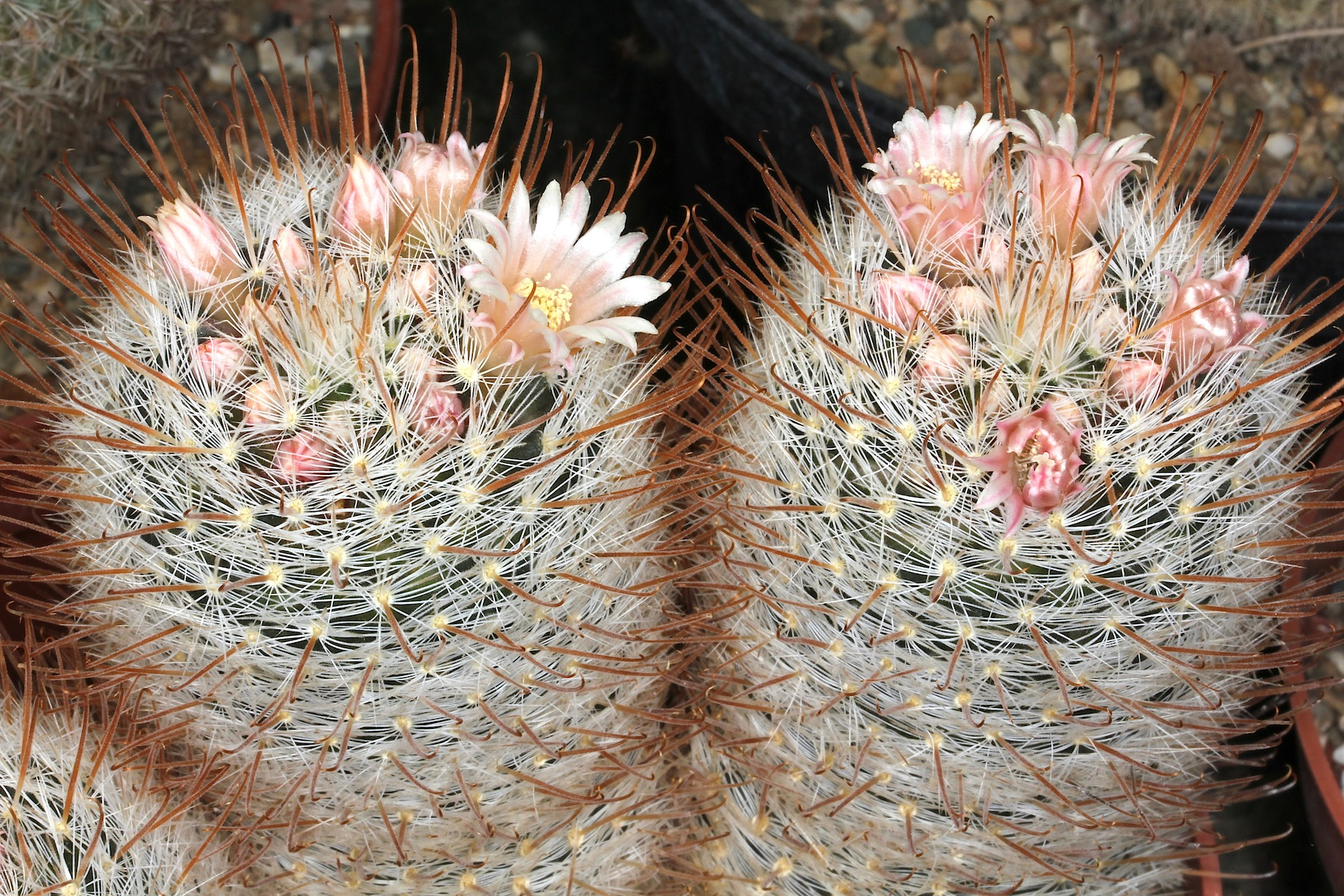